# Alto Támega (comunidad intermunicipal)

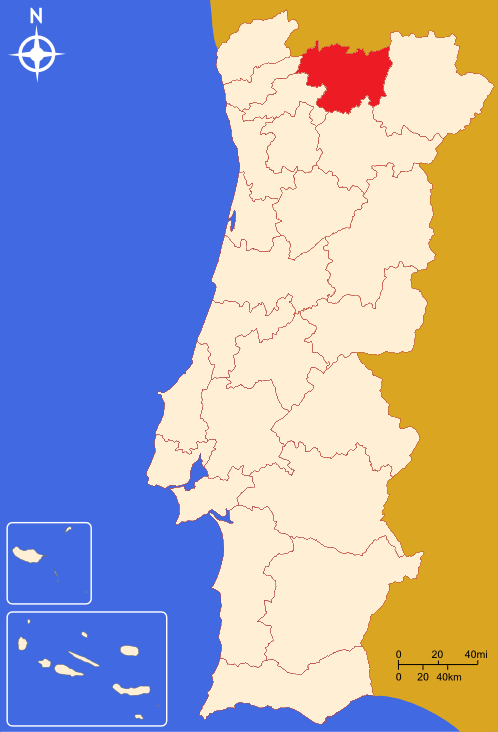
Comunidad intermunicipal del Alto Tâmega.

La Comunidad Intermunicipal del Alto Támega, también designada por CIM Alto Tâmega es una Comunidad intermunicipal constituida el 15 de octubre de 2008, y compuesta por 6 municipios, sirviendo una población de 94 143 habitantes, en un área de 2921,92 km². Tiene una densidad de población de 32,2 hab./km².

## Municipios
- Boticas
- Chaves
- Montalegre
- Valpaços
- Vila Pouca de Aguiar
- Ribeira de Pena